# Bredvik, Björneborg
Bredvik (på finska Preiviiki) är en by i västra Björneborg som fram till 1967 ingick i Björneborgs landskommun.
Bredvik ligger vid fjärden med samma namn Bredviksfjärden som är en av Finlands fågelrikaste. Vid fågeltornet börjar också naturstigen som går kring den 600 hektar stora fjärden och slutar vid Ytterö sanddyner. Området omnämns första gången redan 1491 och den första befolkningen talade troligen svenska. På 1800-talet byggdes här vedskutor som forslade ved till Stockholm. Området ingår i skyddsprogrammet Natura 2000.